# Jan Piwnik
Jan Piwnik (né le 31 août 1912 à Janowice dans la voïvodie de Kielce et mort au combat le 16 juin 1944 à Jewłasze près de Vilnius) est un soldat polonais de la Seconde Guerre mondiale, un Cichociemni (soldat des forces spéciales polonaises) et un chef notable de l'Armia Krajowa dans les monts Sainte-Croix.
Il a utilisé les surnoms de « Ponury » et de « Donat ».
Sa femme est la militaire polonaise Emilia Malessa. Barbara Piwnik (en), ministre de la Justice de Pologne de 2001 à 2002, est sa nièce.